# Ernst Müller (Gewerkschafter, 1915)
Ernst Müller (* 4. Februar 1915 in Nürnberg; † 19. Juni 1966) war ein deutscher Kommunist und Gewerkschafter. Nach dem 2. Weltkrieg gehörte er für einige Zeit zu den führenden Funktionären der DDR-Einheitsgewerkschaft FDGB.

## Leben
Müller wurde 1915 in der Frankenmetropole Nürnberg als Sohn einer Arbeiterfamilie geboren. Nach der Volksschule absolvierte er eine Lehre als Schriftsetzer, damit war 1929 der Eintritt in den Verband Deutscher Buchdrucker verbunden. 1931 trat Müller außerdem dem KJVD bei. Nach dem Verbot sämtlicher kommunistischer Organisationen 1933 setzte Müller seine politische Tätigkeit illegal fort, welche in einer Verhaftung mündete. In einem Strafprozess wurde er zunächst wegen Vorbereitung zum Hochverrat zu zwei Jahren Gefängnis verurteilt, drei Jahre Aufenthalt im KZ Dachau schlossen sich daran an. 1940 wurde Müller zur Rehabilitierung in die Wehrmacht eingezogen. Im Kriegsverlauf desertierte er 1943 an der Ostfront und lief zur Roten Armee über. In der sowjetischen Kriegsgefangenschaft durchlief Müller eine Antifa-Schule und er konnte bereits 1945 nach Deutschland zurückkehren. Müllers Einsatzort war von Beginn an Berlin, wo er nach ihrer Wiedergründung Mitglied der KPD wurde. Allerdings engagierte sich Müller vor allem in der neu gegründeten Einheitsgewerkschaft Freier Deutscher Gewerkschaftsbund, in der er zunächst im Berliner FDGB-Landesvorstand als Mitarbeiter der Abteilung Jugend tätig war. Der Bereich Jugend wurde für Müller für die nächsten Jahre auch weiterhin bestimmend. Bei der ersten Wahl des FDGB-Bundesvorstandes, die am 11. Februar 1946 stattfand, wurde Müller als sogenannter Jugendsekretär in diesen Vorstand gewählt. Damit war er auch für die Verbindungen des FDGB zur sich gründenden Jugendorganisation Freie Deutsche Jugend zuständig. Folgerichtig war er Teilnehmer des 1. FDJ-Parlaments im Juni 1946 in Meißen, wo er als FDGB-Vertreter auch als Redner auftrat in den ersten Zentralrat der FDJ als Mitglied gewählt wurde. 1947 entsandte der FDGB Müller auch als Delegierten zum 1. Deutschen Volkskongress. Auf dem 2. Deutschen Volkskongreß wurde er als Abgeordneter des FDGB in den 1. Deutschen Volksrat gewählt. Innerhalb des FDGB-Bundesvorstandes leitete Müller von 1946 bis zum Mai 1949 zunächst die Abteilung Jugend. Anschließend übernahm er die Abteilung Kultur und Erziehung, die im August 1950 in Kulturelle Massenarbeit umbenannt wurde. Müller leitete diese Abteilung bis 1951 und entwickelte sich durch die finanzielle Unterstützung des FDGB für Kultur für einige Zeit zu einem der bedeutendsten Kulturfunktionäre in der DDR. Zu dieser Zeit wurden 15 % der Mitgliedsbeiträge der Gewerkschaftsmitglieder für den sogenannten FDGB-Kulturfond verwendet, was nicht unumstritten war. So wurde Müller im März 1950 zum stellvertretenden Vorsitzenden des Kuratoriums des Kulturfonds der DDR ernannt. Dieses Kuratorium, welches unter der Leitung des Schriftstellers Bernhard Kellermann stand, war eine Körperschaft öffentlichen Rechts und sollte über die Verwendung von Sonderabgaben, dem sogenannten Kulturgroschen, entscheiden. Unter anderem sollte damit vor allem die Kulturarbeit auf dem Lande entscheidend gefördert werden. Auf dem 3. Bundeskongress des FDGB im September 1950 wurde Müller erneut in den Bundesvorstand der Gewerkschaft gewählt. Innerhalb des Vorstandes gehörte er dem neunköpfigen Sekretariat und damit der Führungsspitze des FDGB an. Unter Müllers Führung und dem Begriff Kulturelle Massenarbeit wurden z. B. in der Folge Pionierlager durch Patenbetriebe aufgebaut und finanziell unterstützt. Im Frühjahr 1951 kam es zu Arbeitsvereinbarungen zwischen dem FDGB und anderen Massenorganisationen und Kulturträgern wie der DSF, dem Deutschen Sportausschuss, dem Kulturbund, der FDJ, der Deutschen Volksbühne, dem Deutschen Schriftstellerverband und dem Verband Bildender Künstler, um die Kulturarbeit zwischen den einzelnen Organisationen unter Leitung der Gewerkschaften zu koordinieren. Nachdem 1952 Kurt Helbig das Kulturressort übernommen hatte, übertrug man Müller ab März 1952 das Amt des Sekretärs für Westarbeit. Auf diesem Posten zeigte er sich aber schnell überfordert und wurde bereits im August des gleichen Jahres von Kurt Kühn abgelöst. Müller nahm anschließend ein Studium der Germanistik und Slawistik auf. Später war er als Mitarbeiter der SED-Bezirksleitung Berlin tätig, bevor er 1966 im Alter von 55 Jahren starb.